# Dascyllus carneus
Dascyllus carneus es una especie de peces de la familia Pomacentridae en el orden de los Perciformes.

## Morfología
Los machos pueden llegar alcanzar los 7 cm de longitud total.

## Hábitat
Es un pez de mar.

## Distribución geográfica
Se encuentra en el África Oriental, Mauricio, Reunión, Comoras, Seychelles, Maldivas, Sri Lanka, Mar de Andaman y Mar de Java.